# Blackened death metal
Blackened death metal, także black/death metal – forma przejściowa pomiędzy black metalem i death metalem. Zazwyczaj charakteryzuje się szybkimi, prostymi typowo blackowymi riffami oraz techniczną grą perkusji i brutalnym growlem, cechami charakterystycznymi death metalu.
Ta charakterystyka jest dość luźna, gdyż wiele zespołów uważanych za blackened death metal ma swoje wizje tworzenia muzyki. W tekstach nawiązuje się zazwyczaj do satanizmu i okultyzmu. Prekursorem gatunku jest grupa Hellhammer, jednak jego realne wyodrębnienie wiąże się z dwoma albumami: IX Equilibrium autorstwa Emperor i Satanica zespołu Behemoth.
Przykładowe zespoły: Belphegor, Dissection, God Dethroned, Myrkskog, Naglfar, Vader, Vesania, Zyklon, Sothoris.